# Cheiracanthium siwi
Cheiracanthium siwi är en spindelart som beskrevs av El-Hennawy 200. Cheiracanthium siwi ingår i släktet Cheiracanthium och familjen sporrspindlar.
Artens utbredningsområde är Egypten. Inga underarter finns listade i Catalogue of Life.